# Campos Belos
Campos Belos là một đô thị thuộc bang Goiás, Brasil. Đô thị này có diện tích 724,06 km², dân số năm 2007 là 18849 người, mật độ 25,9 người/km².